# رينولد أو. كارلسون
رينولد أو. كارلسون هو سياسي أمريكي، ولد في 20 سبتمبر 1905 في دي موين في الولايات المتحدة، وتوفي بنفس المكان في 7 يوليو 2006. نشط حزبياً في الحزب الجمهوري.